# Stoll
En stoll (norsk) er en horisontal eller svagt skrånende minegang med åbning ud i dagslyset. Stoller tjener primært som forbindelse mellem jordoverfladen og underjordiske minegange. Denne forbindelse lettede arbejdet med at fragte malm og dræne minen.